# Panaeolus semiovatus
Panaeolus semiovatus es una especie de hongo coprófilo del orden Agaricales.

## Descripción

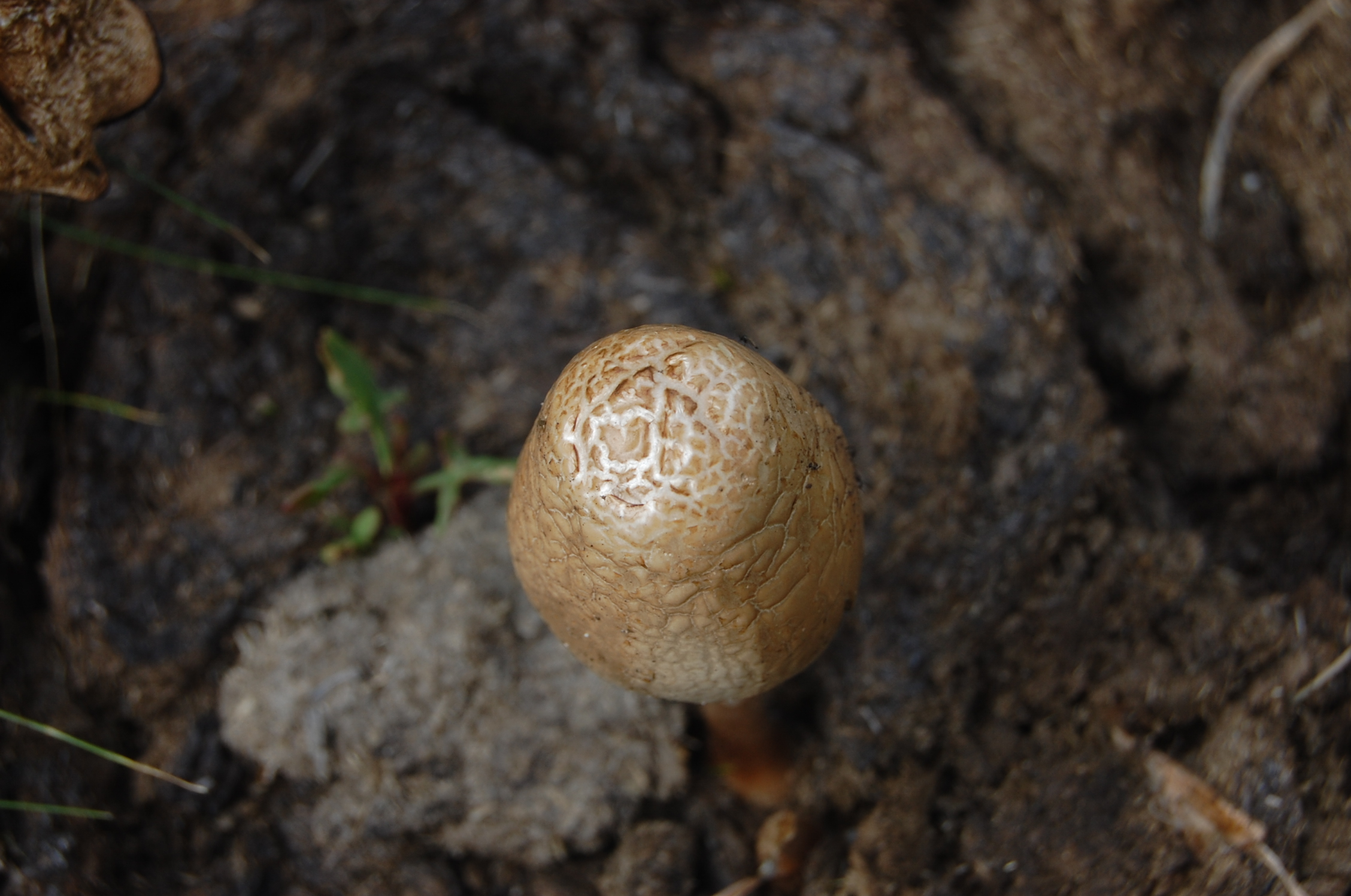
Vista del sombrero desde arriba.

Es de talla pequeña con sombrero cónico-campanulado, de 20 a 60 mm de diámetro. La cutícula es blanquecina, gris clara o rosada, que se agrieta y oscurece con la edad y la luz solar. Las láminas ventrudas de color gris oscuro. El estipe concoloro con el sombrero, largo de 70 a 170 mm por 3 a 10 mm de diámetro, cilíndrico, fibroso, hueco, con anillo apical membranoso y más oscuro en la parte superior, tras la esporada. La carne es delgada, escasa, frágil y blanquecina.
Crece de manera solitaria o en grupos sobre excrementos de ganado, vacuno y equino.

### Edibilidad
Paul Stamets afirmó que existen «informes contradictorios sobre la comestibilidad de esta especie», por ejemplo Arora: «comestible según la mayoría de las fuentes»; Jordan: «no comestible»; McIlvaine: "excelente en sustancia y sabor»; Miller: "venenoso-alucinógeno»; Phillips: «no comestible»; Smith & Webber: «comestible y bueno».

## Distribución y hábitat
Se distribuye en zonas templadas, y praderas alpinas y subalpinas en Colombia, México y Perú, en altitudes de 3000 a 4000 m s.n.m. En México se conoce del Distrito Federal y de los estados de Durango, Hidalgo, México, Morelos y Zacatecas.

## Taxonomía
El basónimo de este hongo data de 1798 cuando fue descrito científicamente por el naturalista británico James Sowerby (1757 - 1822), quien le dio el nombre binomial Agaricus semiovatus. (La mayoría de los hongos con branquias se colocaron inicialmente en el género Agaricus, pero desde entonces la mayoría se han redistribuido a otros géneros dejando los 'hongos verdaderos' en Agaricus). No fue hasta 1938 que la especie obtuvo su nombre científico actualmente aceptado, cuando el micólogo estadounidense Seth Lundell (1892 - 1966) transfirió esta especie al género Panaeolus.
En inglés, la especie tiene el nombre común de 'egghead mottlegill'.
Basónimo
- Agaricus semiovatus Sow., 1798

Sinónimos
- Agaricus ciliaris Bolton
- Agaricus egregius Massee
- Agaricus fimiputris Bull.
- Agaricus nutans Fr.
- Agaricus phalenarum Fr.
- Agaricus semiovatus Sowerby
- Agaricus separatus L.
- Anellaria fimiputris (Bull.) P.Karst.
- Anellaria fimiputris (Bull.) Quél.
- Anellaria phalenarum (Fr.) M.M.Moser
- Anellaria semiovata (Sowerby) A.Pearson & Dennis
- Anellaria semiovata var. minor J.E.Lange
- Anellaria separata (L.) P.Karst.
- Anellaria separata var. major Sacc.
- Anellaria separata var. minor Sacc.
- Chalymmota phalenarum (Fr.) P.Karst.
- Coprinarius phalenarum (Fr.) Quél.
- Coprinarius separatus (L.) Quél.
- Coprinus ciliaris (Bolton) Gray
- Coprinus ciliatus (Bolton) Gray
- Coprinus semiovatus (Sowerby) Gray
- Panaeolus egregius (Massee) Sacc.
- Panaeolus fimiputris (Bull.) Quél.
- Panaeolus phalenarum (Fr.) Quél.
- Panaeolus phalenarum var. nutans (Fr.) Sacc.
- Panaeolus semiovatus f. exannulatus A.Pearson
- Panaeolus semiovatus var. minor (J.E.Lange) Bon
- Panaeolus semiovatus var. phalenarum (Fr.) Ew.Gerhardt
- Panaeolus separatus (L.) Gillet
- Panaeolus separatus (L.) Quél.
- Panaeolus separatus (L.) Wünsche
- Pholiota separata (L.) P.Kumm.
- Stropharia separata (L.) J.E.Lange
- Stropharia separata var. minor J.E.Lange

Esta especie cuenta con tres variedades:
- Panaeolus semiovatus var. phalaenarus (Fr.) E.Gerhardt
- Panaeolus semiovatus var. phalenarum Fr.
- Panaeolus semiovatus var. semiovatus